# Verwaltungsgemeinschaft Nordkreis Weimar

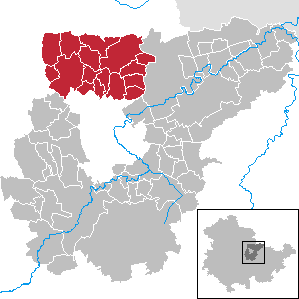
Lage der ehemaligen Verwaltungsgemeinschaft im Landkreis Weimarer Land

Die Verwaltungsgemeinschaft Nordkreis Weimar war ein Zusammenschluss der Städte Buttelstedt und Neumark und 14 Gemeinden im Landkreis Weimarer Land in Thüringen, Deutschland. Der Verwaltungssitz war Berlstedt.
Letzter Vorsitzender der Verwaltungsgemeinschaft war Axel Schneider.

## Gemeinden
| - Ballstedt - Berlstedt - Buttelstedt, Stadt - Ettersburg - Großobringen - Heichelheim - Kleinobringen - Krautheim | - Leutenthal - Neumark, Stadt - Ramsla - Rohrbach - Sachsenhausen - Schwerstedt - Vippachedelhausen - Wohlsborn |

## Geschichte
Die Verwaltungsgemeinschaft wurde zum 31. Dezember 2013 aus dem Zusammenschluss der Verwaltungsgemeinschaften Berlstedt und Buttelstedt gebildet. Im Rahmen der Gebietsreform in Thüringen wurde die Verwaltungsgemeinschaft am 1. Januar 2019 aufgelöst. Die Mitgliedsgemeinden Berlstedt, Buttelstedt, Großobringen, Heichelheim, Kleinobringen, Krautheim, Ramsla, Sachsenhausen, Schwerstedt, Vippachedelhausen und Wohlsborn schlossen sich zur Stadt und Landgemeinde Am Ettersberg zusammen. Diese wurde erfüllende Gemeinde für Ballstedt, Ettersburg und Neumark. Leutenthal und Rohrbach schlossen sich der Landgemeinde Ilmtal-Weinstraße an.